# Elektriciteitscentrale Altbach/Deizisau
Elektriciteitcentrale Altbach/Deizisau is een elektriciteitscentrale in Altbach aan de Neckar tegenover Deizisau.
In 1899 bouwde Heinrich Mayer een kolencentrale in Altbach. Zo ontstond het bedrijf Neckarwerke dat in 2003 met  EnBW fuseerde. Delen van de huidige centrale werden in 1950 actief. Het complex bestaat uit 2 hoofddelen: HKW1 en HKW2. De schoorsteen van HKW1 is 250 meter hoog.
| blok   | turbine         | brandstof         | vermogen | ingebruikname | stillegging | status               |
| ------ | --------------- | ----------------- | -------- | ------------- | ----------- | -------------------- |
| blok 1 |                 | steenkool         |          | 1950          | 1982        | 1985 afgebroken      |
| blok 2 |                 | steenkool         |          | 1960          |             | 1993 afgebroken      |
| blok 3 |                 | steenkool         |          | 1960          |             | 1993 afgebroken      |
| blok 4 | gastubine A     | aardgas/steenkool | 175 MW   | 1971          |             | koude reserve        |
| HKW1   |                 | steenkool         | 420 MW   | 1985          |             | koude reserve (2017) |
| HKW2   | gasturbine E    | steenkool         | 350 MW   | 1997          |             |                      |
| -      | gasturbines B/C | aardgas           | 60 MW    | 1974          |             |                      |

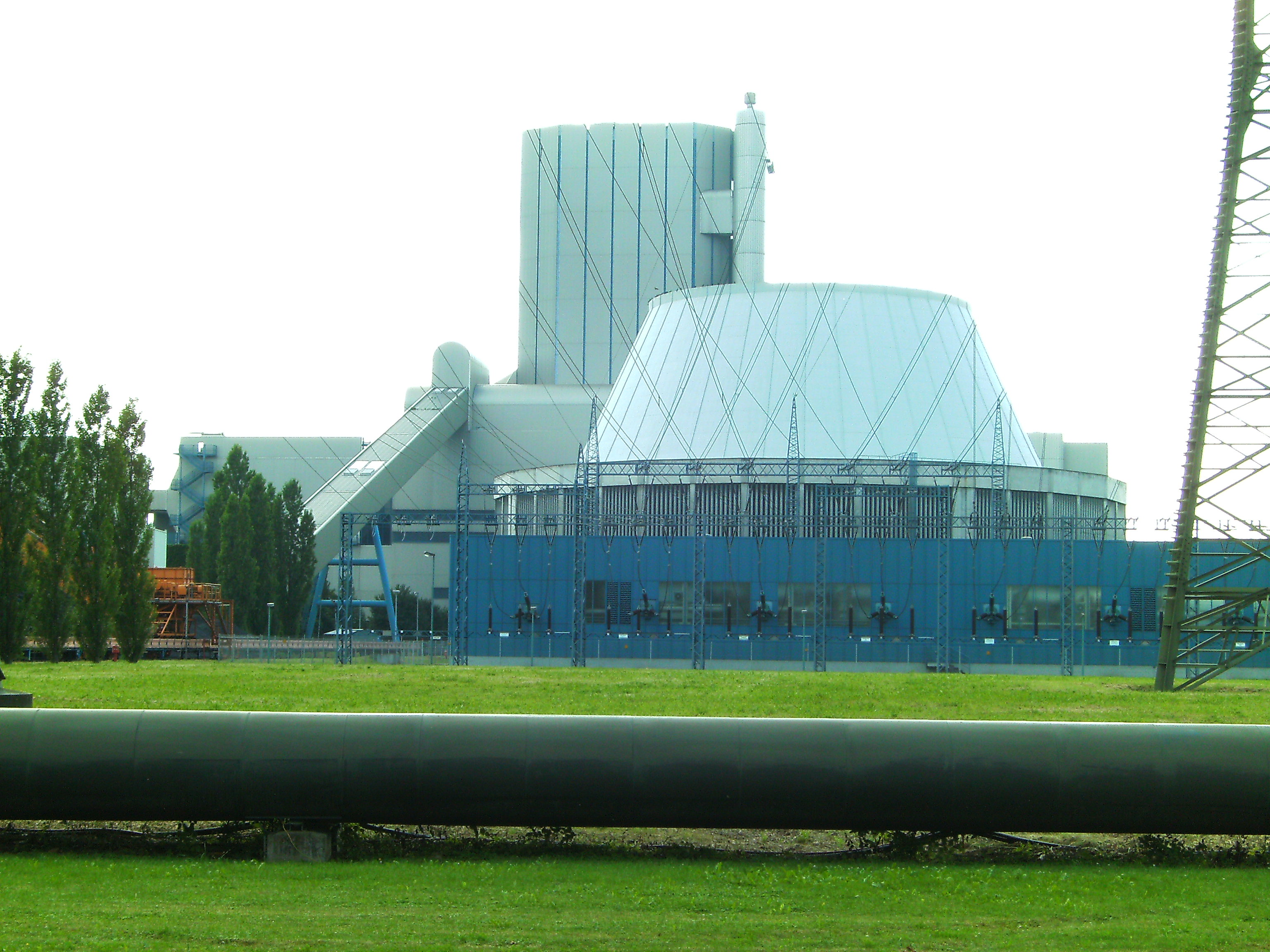
HKW1
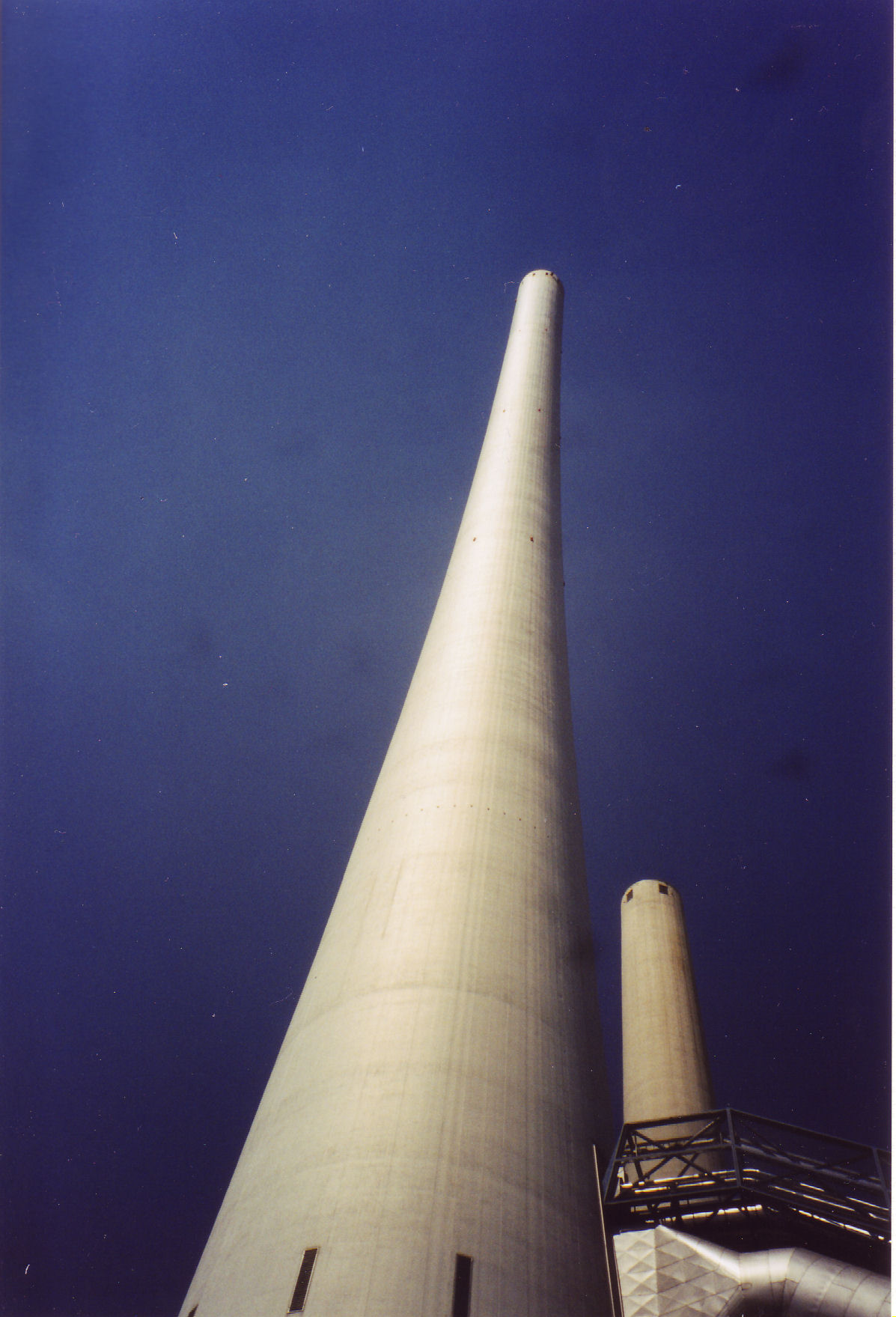
250 meter hoge schoorsteen HKW1
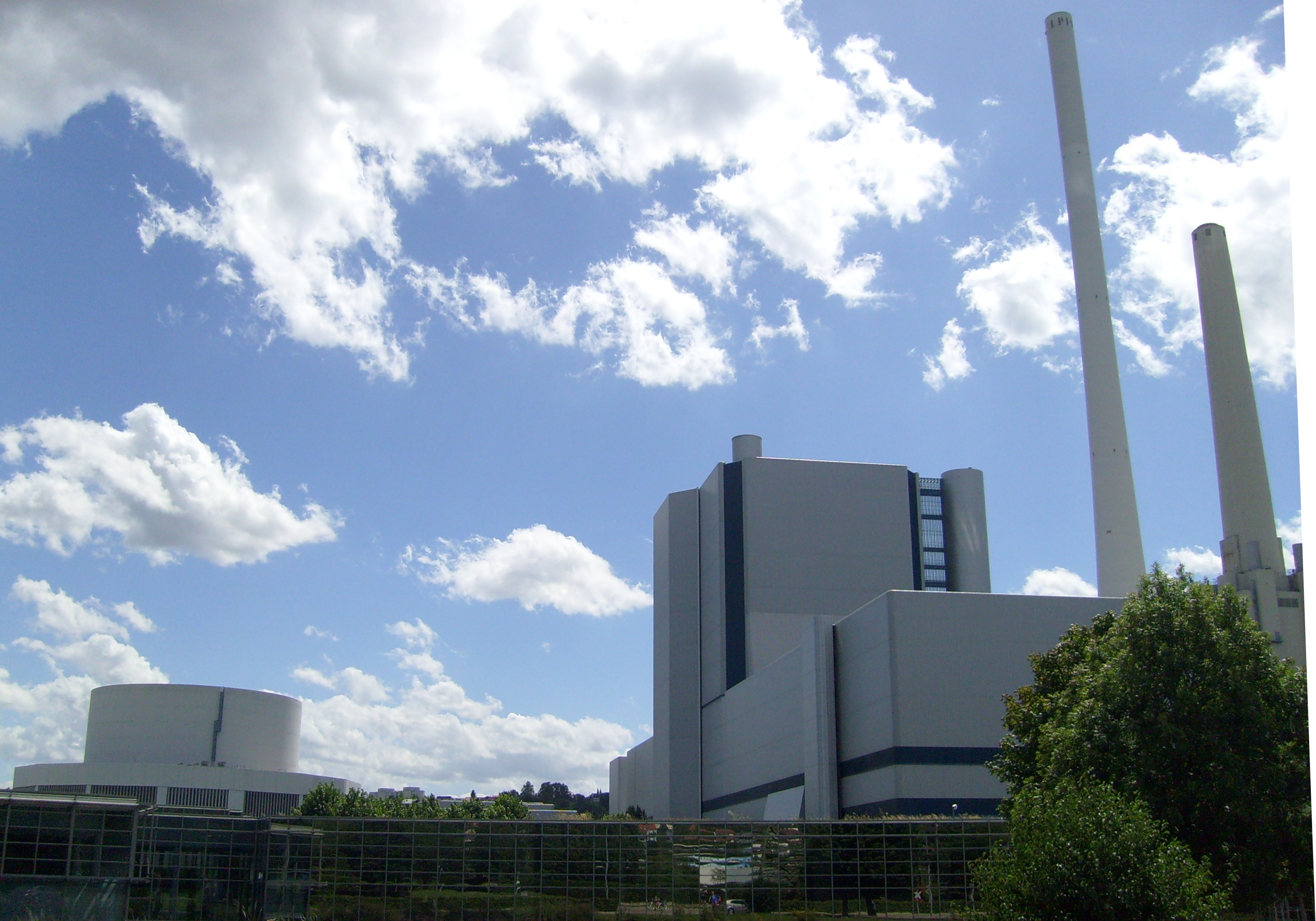
HKW2 met koeltoren
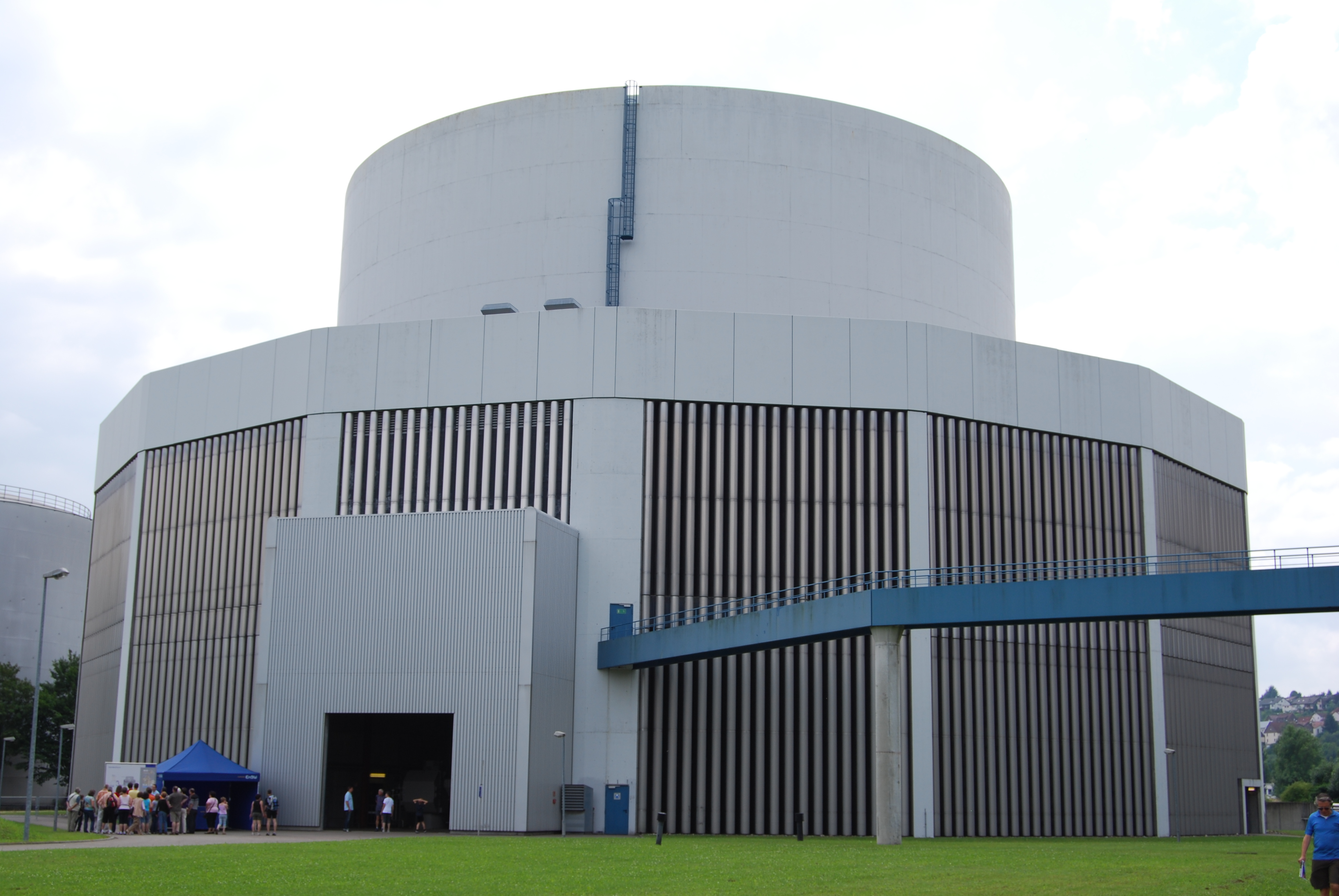
hybride koeltoren HKW 2